# 石田五郎 (小惑星)
石田五郎（いしだごろう、5829 Ishidagoro）は小惑星帯の小惑星である。山梨県の清里大友天文台で大友哲と村松修が発見した。
東京都出身の天文学者で、東京天文台岡山天体物理観測所に24年勤務した石田五郎から命名された。